# Gorodichtche
Gorodichtche (en russe : Городище) est une ville de l'oblast de Penza, en Russie, et le centre administratif du raïon de Gorodichtche. Sa population s'élevait à 7 796 habitants en 2021.

## Géographie
Gorodichtche est arrosée par la rivière Ioulovka, un affluent de la rivière Soura, et se trouve à 47 km à l'est de Penza et à 591 km au sud-est de Moscou.

## Histoire
L'origine de Gorodichtche remonte aux années 1670 lorsqu'une forteresse fut construite contre les incursions des nomades. Elle fut détruite peu après des habitants des steppes, et reconstruite en 1681. À côté de la forteresse se développèrent les villages cosaques de Dmitriïevskaïa et Bogoïavlenskaïa. Au milieu du XVIIIe siècle, les deux villages furent réunis sous le nom de Rogochkino, qui obtint en 1780 le statut de ville et son nom actuel de Gorodichtche.

## Population
Recensements (*) ou estimations de la population
| 1864  | 1897* | 1926* | 1939* | 1959* | 1970* |
| ----- | ----- | ----- | ----- | ----- | ----- |
| 3 316 | 3 965 | 4 934 | 6 440 | 5 258 | 6 298 |

| 1979* | 1989* | 2002* | 2010* | 2012  | 2013  |
| ----- | ----- | ----- | ----- | ----- | ----- |
| 7 072 | 7 926 | 8 281 | 8 096 | 8 143 | 8 183 |

| 2016  | 2021  | - | - | - | - |
| ----- | ----- | - | - | - | - |
| 7 966 | 7 796 | - | - | - | - |